# 人民解放軍駐香港部隊

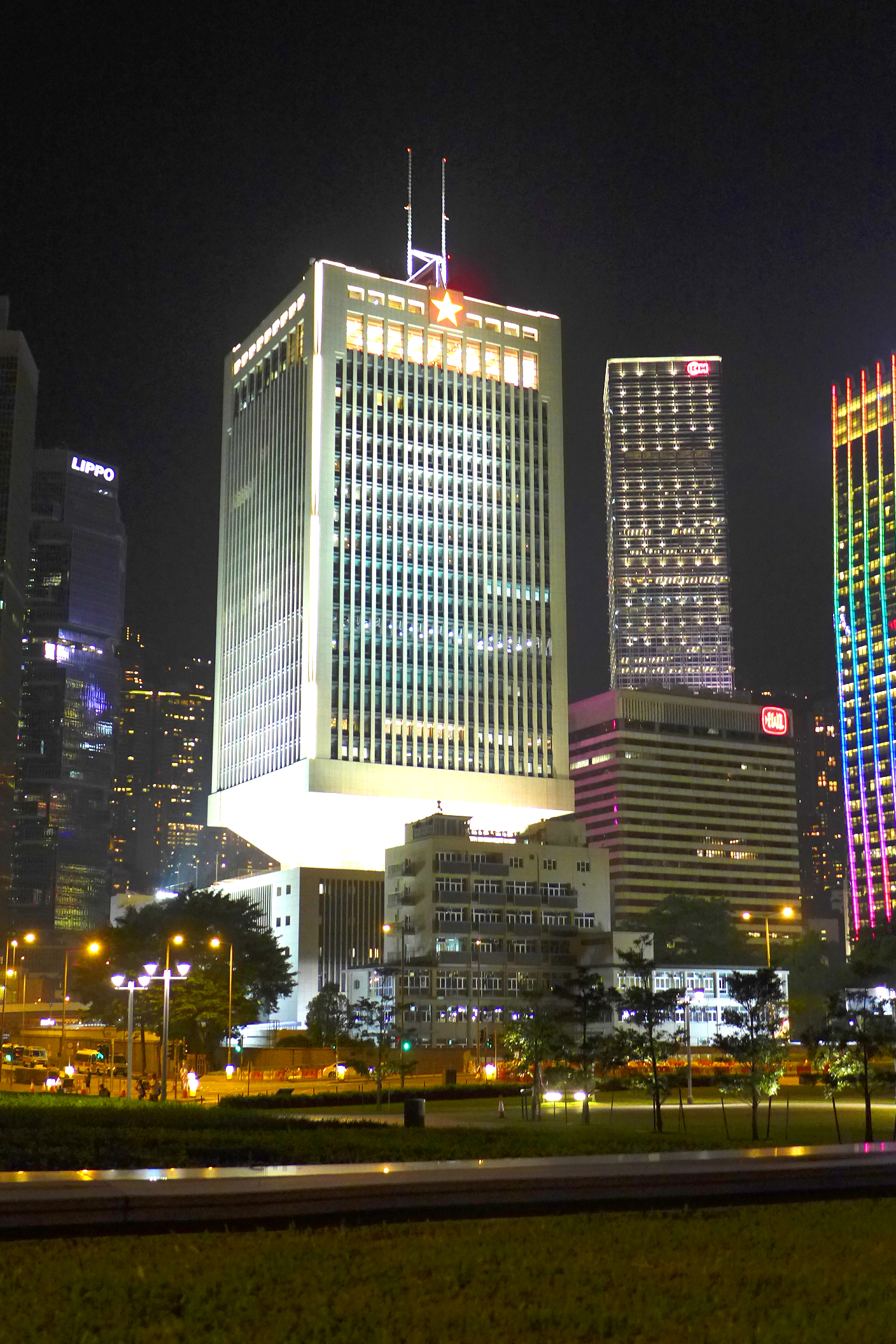
中国人民解放軍駐香港部隊大廈

人民解放軍駐香港部隊（じんみんかいほうぐんちゅうホンコンぶたい、People's Liberation Army Hong Kong Garrison、ピン音：Zhōngguó Rénmín Jiěfàngjūn Zhù Xiānggǎng Bùduì）は、香港の防衛を担当する中華人民共和国本土から派遣されている部隊である。

## 概要
人民解放軍駐香港部隊の指揮権は中央軍事委員会にあり、駐留経費も中央政府が負担している。香港行政長官は必要時に中央政府の国務院を通じて、出動を要請できるに過ぎない。
司令部は香港島北部の中環（Central）地区の東寄り（湾仔（Wan Chai）寄り）にある中国人民解放軍駐香港部隊ビルにある。香港返還前は駐香港イギリス軍の司令部として、威爾斯親王大廈（Prince of Wales Building）と呼ばれていた。返還前日1997年6月30日に人民解放軍駐香港部隊へ移管された。

## 歴史
1993年頃から部隊の準備が開始され、1996年1月28日、深圳に設置された。1996年12月30日の第8期全人代常務委員会第23次会議において「香港駐軍法」が制定された。駐香港部隊はこの駐軍法、香港基本法のほか、香港の法律を遵守しなければならない。返還に伴い、1997年7月1日の未明に主な部隊が香港へ進駐した。その際、7月1日午前0時までには進駐を完了させたい中国側と、6月30日午後11時59分までイギリス軍を駐留させたいイギリス側とで意見が対立したことから、6月30日に進駐するグループと、7月1日に進駐するグループの2組に分けて香港入りすることとなった。ただし、司令部ビルのみ前日に移行が行われている。現在でも深圳など本土側の基地が維持されている。1998年、2004年、2007年、2002年、2015年に閲兵式も行っている。2018年10月13日、香港は台風22号によって甚大な被害を受けたことから、駐軍法に基づかず、中国政府の指示で駐香港部隊が倒れた樹木の撤去等の救援活動を行うために出動した。香港に人民解放軍が出動するのは、これが返還後初となる。2019年11月16日には、香港民主化デモでデモ隊が道路に放置したレンガを撤去する活動を行った。駐香港部隊は「自発的な活動」としているが、隊員の中には対テロを専門とする部隊も確認されており、民主派は反発している。

## 編制
駐香港部隊は省軍区と形式上同格であるが、その戦力は極めて小規模である。本土側の広東省にも基地があり、実質的に南部戦区に付属している。かつて鄧小平がイギリス首相のマーガレット・サッチャーに対して述べているように、香港駐留の意義は防衛上の理由よりも、香港に対する主権の回復を誇示することが大きい。
なお香港の軍事基地が手狭なことから、駐香港部隊は大型兵器を香港ではなく本土側に配備している。

### 陸軍
旅団（步兵旅）相当で、総兵力は6千人。装備はおおむね小型武器と装甲車に限定されており、戦車は配備されていない。

#### 銃器
- 92式手槍（拳銃）
- 05式軽型衝鋒槍（サブマシンガン）
- CS/LS7（サブマシンガン）
- 09式軍用散彈槍（ショットガン）
- 95式自動歩槍（歩兵銃）
- 03式自動歩槍（歩兵銃）
- 191型5.8mm自動歩槍（歩兵銃）
- 88式狙撃歩槍（狙撃銃）
- CS/LR4（狙撃銃）
- 10式狙撃歩槍（対物狙撃銃）
- 87式グレネードランチャー（擲弾銃）
- 98式対戦車ロケットランチャー（対戦車擲弾発射機）

#### 車両
- トヨタ・ランドクルーザープラド
- 北京 BJ80
- メルセデス・ベンツ スプリンター（救急車）
- フォード・Eシリーズ（救急車）
- フォード・トランジット（救急車）
- イヴェコ・デイリー
- トヨタ・コースター
- CA-30トラック
- メルセデス・ベンツ バリオ
- 南京 NJ2046（暴動鎮圧車両）
- CSK-182装甲車
- 93式装輪装甲車
- 08式歩兵戦闘車
- 11式105mm装輪突撃車

### 海軍
艦艇大隊は昂船洲に基地をおいている。南海艦隊の警備区域内になるが、指揮系統上は独立しているとみられている。
- 艦艇大隊
  - 056A型コルベット2隻[5]
  - 037-II型ミサイル艇（紅箭型）退役済
  - 074-II型揚陸艇（玉海型）3隻
  - タグボート2隻
  - 人員輸送艇2隻

### 空軍
航空兵団（航空兵團）は石崗飛行場に基地をおいている。また、防空部隊も配備されている。
- 航空兵団
  - 第1大隊（Z-10K）
  - 第2大隊（Z-20KS）
- 防空大隊
  - HQ-6A（短SAM）
  - LD-2000（CIWS）

### 歴代司令員
- 劉鎮武（1997－1999）
- 熊自仁（1999－2004）
- 王繼堂（2004－2008）
- 張仕波（2008－2012）
- 王暁軍(2012－2014)[6]
- 譚本宏(2014－2019)
- 陳道祥(2019－)

### 歴代政治委員
- 熊自仁
- 王玉發
- 劉良凱
- 張汝成
- 劉良凱（2期目）
- 王増鉢
- 岳世鑫
- 蔡永中

## 香港への配慮
司令官以下、隊員は南部戦区（旧・広州軍区）から任命されることが多い。隊員には香港の公用語である広東語と英語が話せることが求められている。また、中国本土と香港では自動車の進行方向が異なる（対面交通参照）ため、車両を運転する隊員はあらかじめ本土の専用教習所で訓練を受け、香港の左通行に慣れてから派遣されている。また、射撃訓練は事前に香港警察への通報が必要とされている。
隊員の外出は厳しく制限されている。外出する場合も軍服の着用は禁止されている。そのため、香港市民が隊員と出くわすことは滅多に無い。香港市民には国慶節など限られた日にのみ開放されている。更に、本土側の基地にいる部隊と香港の部隊が定期的に入れ替わっている。